# Kombinacja norweska na Mistrzostwach Świata w Narciarstwie Klasycznym 2017
Kombinacja norweska na Mistrzostwach Świata w Narciarstwie Klasycznym 2017 rozgrywana była między 24 lutego a 3 marca 2017 w fińskim Lahti. Rozegrano cztery konkurencje: zawody metodą Gundersena na dużej i normalnej skoczni, sprint drużynowy na dużej skoczni oraz sztafetę na normalnej skoczni. Zawody zdominowali reprezentanci Niemiec, którzy triumfowali we wszystkich konkurencjach, zdobywając łącznie 6 medali, w tym 4 złote.

## Wyniki

### Gundersen HS100/10 km
| Pozycja | Zawodnik         | Narodowość | Wynik   | Strata |
| ------- | ---------------- | ---------- | ------- | ------ |
| złoto   | Johannes Rydzek  | Niemcy     | 26:19.6 | –      |
| srebro  | Eric Frenzel     | Niemcy     | 26:34.5 | +14,9  |
| brąz    | Björn Kircheisen | Niemcy     | 26:49.6 | +30,0  |
| 4.      | Fabian Rießle    | Niemcy     | 26:51.8 | +32,2  |
| 5.      | Akito Watabe     | Japonia    | 26:51.9 | +32,3  |
| 6.      | François Braud   | Francja    | 26:55.6 | +36,0  |
| 7.      | Bernhard Gruber  | Austria    | 26:58.7 | +39,1  |
| 8.      | Philipp Orter    | Austria    | 26:59.9 | +40,3  |
| 9.      | Eero Hirvonen    | Finlandia  | 27:04.7 | +45,1  |
| 10.     | Magnus Krog      | Norwegia   | 27:04.9 | +45,3  |

### Sztafeta HS100/4x5 km
| Pozycja | Reprezentacja                                                                     | Wynik   | Strata  |
| ------- | --------------------------------------------------------------------------------- | ------- | ------- |
| złoto   | Niemcy · Björn Kircheisen · Eric Frenzel · Fabian Rießle · Johannes Rydzek        | 47:57.3 | –       |
| srebro  | Norwegia · Magnus Moan · Mikko Kokslien · Magnus Krog · Jørgen Gråbak             | 48:39.0 | +41.7   |
| brąz    | Austria · Bernhard Gruber · Mario Seidl · Philipp Orter · Paul Gerstgraser        | 49:01.0 | +1:03.7 |
| 4.      | Japonia · Hideaki Nagai · Takehiro Watanabe · Yoshito Watabe · Akito Watabe       | 49:03.3 | +1:06.0 |
| 5.      | Finlandia · Leevi Mutru · Eero Hirvonen · Ilkka Herola · Hannu Manninen           | 49:15.0 | +1:17.7 |
| 6.      | Włochy · Armin Bauer · Lukas Runggaldier · Alessandro Pittin · Samuel Costa       | 49:15.5 | +1:18.2 |
| 7.      | Francja · Laurent Muhlethaler · Maxime Laheurte · François Braud · Antoine Gérard | 49:16.8 | +1:19.5 |
| 8.      | Stany Zjednoczone · Bryan Fletcher · Taylor Fletcher · Ben Berend · Ben Loomis    | 51:24.5 | +3:27.2 |

### Gundersen HS130/10 km
| Pozycja | Zawodnik        | Narodowość | Wynik   | Strata |
| ------- | --------------- | ---------- | ------- | ------ |
| złoto   | Johannes Rydzek | Niemcy     | 26:41,6 | –      |
| srebro  | Akito Watabe    | Japonia    | 26:46,4 | +4,8   |
| brąz    | François Braud  | Francja    | 26:54,6 | +13,0  |
| 4.      | Mario Seidl     | Austria    | 26:59,0 | +17,4  |
| 5.      | Wilhelm Denifl  | Austria    | 27:08,1 | +26,5  |
| 6.      | Fabian Rießle   | Niemcy     | 27:18,5 | +36,9  |
| 7.      | Eric Frenzel    | Niemcy     | 27:19,1 | +37,5  |
| 8.      | David Pommer    | Austria    | 27:19,3 | +37,7  |
| 9.      | Bernhard Gruber | Austria    | 27:19,9 | +38,3  |
| 10.     | Espen Andersen  | Norwegia   | 27:32,2 | +50,6  |

### Sprint drużynowy HS130/2x7,5 km
| Pozycja | Zawodnicy                      | Narodowość | Wynik   | Strata  |
| ------- | ------------------------------ | ---------- | ------- | ------- |
| złoto   | Eric Frenzel Johannes Rydzek   | Niemcy     | 29:01,8 | –       |
| srebro  | Magnus Moan Magnus Krog        | Norwegia   | 29:02,8 | +1,0    |
| brąz    | Yoshito Watabe Akito Watabe    | Japonia    | 29:12,0 | +10,2   |
| 4.      | Wilhelm Denifl Bernhard Gruber | Austria    | 29:12,5 | +10,7   |
| 5.      | Maxime Laheurte François Braud | Francja    | 29:13,3 | +11,5   |
| 6.      | Samuel Costa Alessandro Pittin | Włochy     | 30:12,4 | +1:10,6 |
| 7.      | Eero Hirvonen Ilkka Herola     | Finlandia  | 30:12,5 | +1:10,7 |
| 8.      | Tomáš Portyk Miroslav Dvorak   | Czechy     | 30:28,2 | +1:26,4 |

## Klasyfikacja medalowa
| #       | Reprezentacja | Złoto | Srebro | Brąz | Razem |
| ------- | ------------- | ----- | ------ | ---- | ----- |
| 1.      | Niemcy        | 4     | 1      | 1    | 6     |
| 2.      | Norwegia      | 0     | 2      | 0    | 2     |
| 3.      | Japonia       | 0     | 1      | 1    | 2     |
| 4.      | Austria       | 0     | 0      | 1    | 1     |
| =       | Francja       | 0     | 0      | 1    | 1     |
| Łącznie | Łącznie       | 4     | 4      | 4    | 12    |